# Kristian Kjær
Kristian Kjær (født 22. maj 1924) er en tidligere dansk atlet. Han var medlem af Herning GF og fra 1945 Frederiksberg IF. Han vandt seks danske mesterskaber.
Kjær blev af Ugeavisen Idrætsbladet udnævnt til Årets Fund 1944.
Kjær blev som veteran en af verdens bedste i kast.

## Danske mesterskaber
- Guld 1951 Spydkast 62,49
- Guld 1950 Spydkast 63,19
- Guld 1949 Femkamp
- Guld 1949 Tikamp
- Guld 1947 Tikamp
- Bronze 1946 Trespring 13,13
- Bronze 1946 Spydkast 59,82
- Sølv 1945 Spydkast 57,53
- Bronze 1945 Trespring 13,33
- Guld 1945 Femkamp

## Peronlige rekorder
- Tikamp: 5816 point. København 23-24. juli 1944
- Femkamp: 3023 point København 9. oktober 1944